# Werner Nef
Werner Nef (* 6. April 1902 in Lindau (Bayern); † 25. August 1980 in Rodá de Bara, Spanien; heimatberechtigt in Urnäsch) war ein Schweizer Spanienkämpfer,  Präsident der Sozialdemokratischen Partei des  Kantons Appenzell Ausserrhoden und einer der Gründer der Partei der Arbeit (PdA).

## Leben
Werner Nef war Sohn der Lisett Nef, Stickerin. Er ehelichte 1939 Victoire Lucienne Herbain, Französin. 
Nef verbrachte seine frühe Kindheit im Urnäscher Waisenhaus. Später diente er als Verdingbub und Handlanger. Von 1924 bis 1926 war Nef Soldat in der Fremdenlegion. Nach seiner Desertation trat Nef 1932 der SP bei. Ab 1933 hatte er Kontakte zu deutschen kommunistischen Flüchtlingen. Er organisierte ab 1936 Grenzübertritte für Spanienfreiwillige von Österreich in die Schweiz. Nef kämpfte 1937 im Spanischen Bürgerkrieg im Tschapajew-Bataillon und bei den Partisanen an der Südfront. 1938 kehrte er in die Schweiz zurück und kam vier Monate in Militärhaft. 
Nef wirkte von 1935 bis 1936 und von 1939 bis 1944 als Präsident der sozialdemokratischen Partei Appenzell Ausserrhoden. Er wirkte ab 1939 nebenbei auch als Arbeitersekretär in Herisau und war Ehrenmitglied im Turnverband Satus. Ab 1940 bis zu ihrem Verbot 1941 war Nef einer der Wortführer der SP-Opposition. Er hatte enge Beziehungen zur Kommunistischen Partei und zählte zu den Gründern der PdA. Auf Nefs Initiative hin trat 1944 die sozialdemokratische Kantonalpartei als Arbeiter- und Bauernpartei Ausserrhodens der Partei der Arbeit bei. Von 1946 bis 1947 vertrat Nef die PdA im Gemeinderat der Stadt St. Gallen. 1951 emigrierte er mit seiner Familie aus wirtschaftlichen Gründen. In der sowjetischen Besatzungszone Wiens übernahm er die Geschäftsführung einer Erdöl- und Kohlenfirma. Seinen Ruhestand verbrachte er ab 1968 in Spanien.